# Christophe Louis Léon Juchault de Lamoricière
Christophe Louis Léon Juchault de Lamoricière, francoski general, * 1806, † 1865.
1. 1 2  Lundy D. R. The Peerage
2. ↑  podatkovna baza Sycomore
3. ↑  Pied É. Notices sur les rues de Nantes — Nantes: 1906. — P. 163. — 331 p.